# Verminephrobacter eiseniae
Verminephrobacter eiseniae es una bacteria gramnegativa del género Verminephrobacter. Fue descrita en el año 2012, es la especie tipo. Su etimología hace referencia a la especie de lombriz de tierra Eisenia foetida. Es gramnegativa, aerobia y móvil. Tiene un tamaño de 0,6 μm de ancho por 1,5 μm de largo. Crece individual o en pares. Catalasa negativa y oxidasa positiva. Se ha aislado del nefridio de la lombriz Eisenia foetida. Utiliza flagelos y pili de tipo IV para la colonización de los nefridios de las lombrices.